# Life Savers

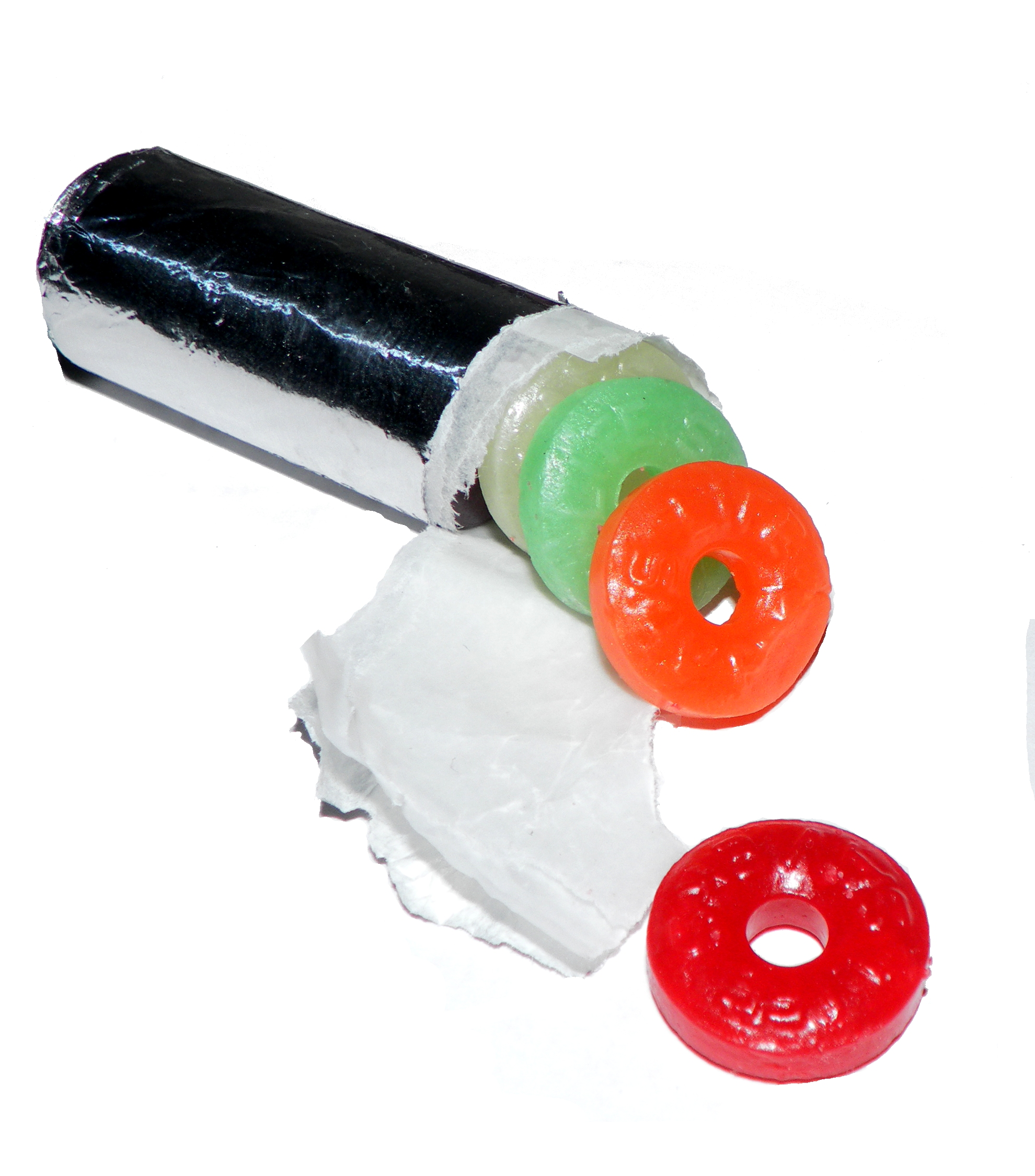
Life Savers Bonbons mit Fruchtgeschmack in der bekannten Alufolie, hier ohne den sonst außen herumgewickelten Papierstreifen

Life Savers sind ringförmige Bonbons. Mit Pfefferminz- oder Fruchtgeschmack werden sie in Papier-ummantelter Alufolie verpackt.
Der Süßwarenhersteller Clarence Crane aus Garrettsville, Ohio, der Vater des Dichters Hart Crane, erfand die Bonbons 1912 als ein Summer Candy, das der Hitze besser widerstand als Schokolade. Der Name leitet sich von der Ähnlichkeit mit Rettungsringen ab.
Nachdem er die Marke als registered trademark geschützt hatte, verkaufte er die Rechte für 2.900 USD an den  Pfefferminzbonbonhersteller Pep-O-Mint. Anstelle der ursprünglich verwendeten Pappröhren wurden Aluminiumfolien eingesetzt, um die Pfefferminzbonbons frisch zu halten. Der Gründer von Pep-O-Mint, Edward John Noble, gründete 1913 die Life Savers and Candy Company und installierte Displays für Life Savers neben den Kassen von Restaurants und Lebensmittelgeschäften. Er bat die Ladenbetreiber, immer 5-Cent-Münzen (den Preis einer Packung Life Savers) im Wechselgeld zurückzugeben, um den Verkauf zu fördern. Später gab es verschiedene Geschmacksrichtungen und ab 1935 eine gemischte Rolle mit 5 unterschiedlichen Geschmacksrichtungen und Farben.
Life Savers stellen auch seit 1992 Gummi Savers, seit 1996 Life Saver Minis, seit 1998 Creme Savers und seit 2001 Life Saver Fusions her. Früher gab es außerdem Fruit Juicers, Holes, Life Saver Lollipops und Squeezit.
Die 1990 auf dem Markt erschienenen Life Savers Holes wurden bereits kurz nach der Einführung aufgrund einer potenziellen Erstickungsgefahr zurückgezogen. Bei den Verpackungen konnte eine Kunststoffkappe abgebissen werden, daher wurde das Produkt etwa vier Monate später mit einer veränderten Verpackung zurückgebracht, jedoch kurz darauf endgültig vom Markt genommen.
Die Marke gehört heute zu Mars Incorporated.

## Nachweise
1. ↑  Clarence A. Crane - Ohio History Central - A product of the Ohio Historical Society. Ohio History Central, abgerufen am 12. März 2012.
2. ↑  Life Savers at War. In: Beach Packaging Design. Abgerufen am 25. November 2024 (amerikanisches Englisch).
3. ↑  Did You Know…the man who invented Life Savers lived in Chagrin Falls? In: Chagrin Falls Historical Society. Abgerufen am 25. November 2024.
4. ↑  The Illustrated History of Life Savers. In: History Oasis. Abgerufen am 25. November 2024.
5. ↑  Colin McCandless: Whatever Happened To Life Savers Holes? In: Mashed. 24. Dezember 2021, abgerufen am 25. November 2024 (amerikanisches Englisch).
6. ↑  Angela L. Pagán: The Unfortunate Reason Life Savers Holes Were Discontinued Too Soon. In: The Takeout. 7. November 2024, abgerufen am 25. November 2024 (amerikanisches Englisch).
7. ↑  Süßwaren-Riesen: Mars übernimmt Wrigley. In: Der Spiegel. 28. April 2008, ISSN 2195-1349 (spiegel.de [abgerufen am 25. November 2024]).